# Wuppertaler Schwebebahn

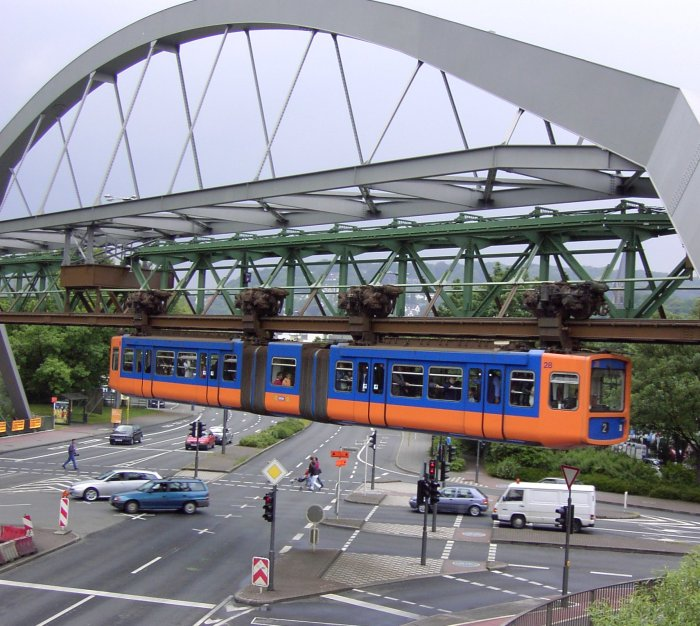
El Schwebebahn sobre un creuament

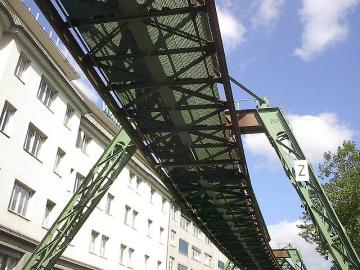
Via prop de Wuppertal Hbf

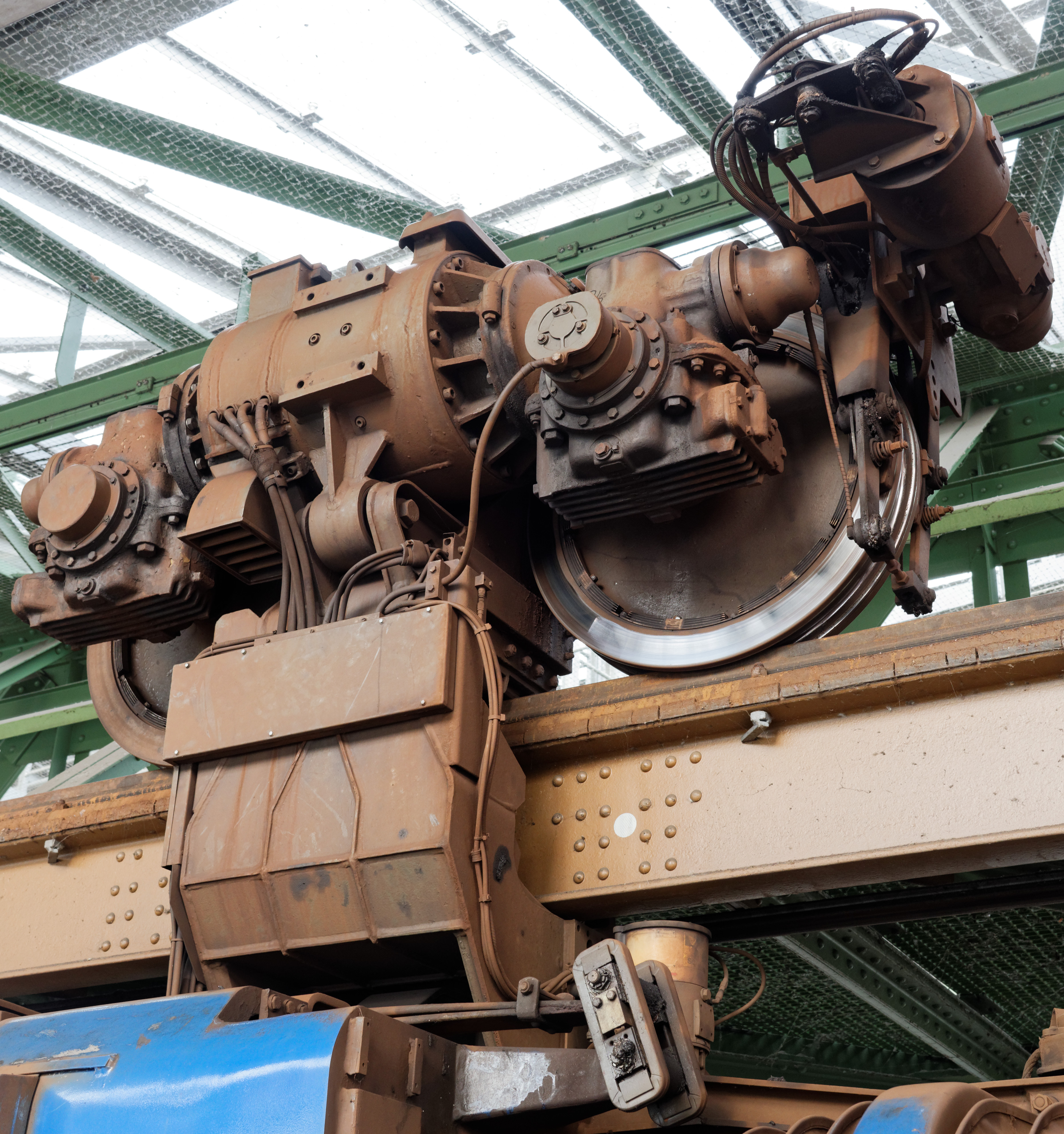
Detalls de la suspensió i els motors.

El Wuppertaler Schwebebahn és un monorail de la ciutat alemanya de Wuppertal.
El Schwebebahn va ser dissenyat per l'enginyer Eugen Langen i va ser obert l'1 de març de 1901 després d'un període de construcció de tres anys. Els seus vagons tenen rodes al sostre i pengen d'un carril situat a 12 metres d'alçada. Només hi ha un carril per cada sentit. Les grans rodes dels vagons tenen una pestanya als dos costats (no només l'interior com és habitual als trens normals). Es tracta doncs d'un monorail penjant. Els vagons poden a més balançejar-se una mica lateralment (pendular). Com que el sistema no té cap cruïlla al mateix nivell amb cap més mitjà de transport, també en diuen "metro". Tanmateix el traçat unidireccional i els finals de línia recorden més aviat els tramvies.
El Schwebebahn corre en gran part per damunt del riu Wupper, tot unint Wuppertal-Vohwinkel a l'oest amb Wuppertal-Oberbarmen a l'est, tot passant per l'estació central de trens (Wuppertal Hauptbahnhof). La línia té 20 estacions i fa 13,3 quilòmetres de llarg. Té 470 punts de suport, la majoria a les ribes del riu Wupper.
Entre 1972 i 1974 MAN en va fer 28 vagons. El 2004, i després de l'accident de 1999, encara n'hi havia 27 en servei.
El Schwebebahn és un sistema de transport públic molt segur. Només el 1999 va patir un accident greu. Un vagó descarrilà després que uns operaris que hi feien feines de manteniment oblidessin un aparell al carril. El vagó va caure al riu Wupper. Hi va haver cinc morts.
El Schwebebahn transporta diàriament 72.000 viatgers. És explotat per la societat anònima Wuppertaler Stadtwerke. Les tarifes que s'hi apliquen són les de la Verkehrsverbund Rhein-Ruhr (VRR).
Està previst canviar tot el material rodant a partir del 2008/2009 per fer que el Schwebebahn esdevingui totalment automatitzat.
Al novembre del 2011, es signava l'acord amb l'empresa alemana Vossloh per fabricar 31 unitats a la factoria que té l'empresa al municipi de Albuixech (País Valencià).